# Hemiolia (nemzetség)
A Hemiolia az ostoros moszatok (Euglenozoa) Euglenida kládja Karavia csoportjának nemzetsége. Rendszertani helyzete nagyrészt ismeretlen, minthogy a fagotróf ostoros moszatokról nem ismert átfogó filogenetika. Az ostoros moszatok X kládjával azonos.

## Történet
2019-ben írták le Gordon Lax  et al. a Ploeotiida 8 nemzetségéből 2 másik, szintén újonnan leírt nemzetség mellett.
2023-ban Lax  et al. filogenetikai alapon leírták a Hemiolia és a Liburna nemzetségeket tartalmazó Karavia kládot.

## Filogenetika
SSU rDNS-alapú filogenetikában a Ploeotiida a Spirocután kívüli másik jelentős ostorosmoszat-csoporttól, a Petalomonadea osztálytól eltérően parafiletikus csoport. E csoport Karavia kládjába tartozik a Hemiolia.
Testvérnemzetsége a Liburna.

## Genetika
DNS-polimeráz IA-val rendelkezik, melynek szekvenciája az Entosiphon, az Euglenidae és a Peranemidae fajaiéinak legközelebbi rokona.

## Morfológia
Merev, 10, nehezen észrevehető sávból álló pellikulájú fajokból áll, melyek ennek ellenére képesek kovamoszatok fagocitózisára. Nyújtott, kissé ellapult sejttestük van, amelynél hátulsó ostoruk 3-szor hosszabb. Fénymikroszkóppal nem látható rajta sejtszáj. Gyorsan, egy „állj-menj” mintát követve siklik. E minta alkalmazásakor mozgása alkalmanként néhány másodpercre megáll, majd azonos irányban folytatódik.

## Élőhely
1 tengeri (Hemiolia trepida) és 1 édesvízi (Hemiolia limna) faja ismert.

## Életmód
Kovamoszatokat eszik, melyek hossza elérheti a 19 μm-t is.